# Megan Tapper
Megan Tapper, nata Megan Simmonds (Kingston, 18 marzo 1994), è un'ostacolista giamaicana.

## Biografia
Ai Giochi olimpici di Tokyo 2020 ha vinto la medaglia di bronzo nei 100 metri ostacoli, dietro alla portoricana Jasmine Camacho-Quinn e alla statunitense Kendra Harrison, diventando così la prima giamaicana a conquistare una medaglia olimpica nella disciplina.

## Palmarès
| Anno | Manifestazione          | Sede              | Evento             | Risultato  | Prestazione | Note                          |
| ---- | ----------------------- | ----------------- | ------------------ | ---------- | ----------- | ----------------------------- |
| 2010 | Olimpiadi giovanili     | Singapore         | 100 m hs           | 4ª         | 13"62       | Miglior prestazione personale |
| 2011 | Mondiali U18            | Villeneuve-d'Ascq | 100 m hs           | 6ª         | 13"78       |                               |
| 2016 | Giochi olimpici         | Rio de Janeiro    | 100 m hs           | Semifinale | 12"95       |                               |
| 2017 | Mondiali                | Londra            | 100 m hs           | Semifinale | 12"93       |                               |
| 2018 | Giochi del Commonwealth | Gold Coast        | 100 m hs           | 7ª         | 13"18       |                               |
| 2019 | World Relays            | Yokohama          | Staffetta hs mista | Finale     | dns         |                               |
| 2019 | Giochi panamericani     | Lima              | 100 m hs           | Bronzo     | 13"01       |                               |
| 2019 | Mondiali                | Doha              | 100 m hs           | Finale     | dnf         |                               |
| 2021 | Giochi olimpici         | Tokyo             | 100 m hs           | Bronzo     | 12"55       |                               |
| 2022 | Mondiali                | Eugene            | 100 m hs           | Semifinale | 12"52       | Miglior prestazione personale |
| 2022 | Giochi del Commonwealth | Birmingham        | 100 m hs           | 4ª         | 12"67       |                               |
| 2022 | Campionati NACAC        | Freeport          | 100 m hs           | Argento    | 12"68       |                               |
| 2022 | Campionati NACAC        | Freeport          | 4x100 m            | Bronzo     | 43"39       |                               |
| 2023 | Mondiali                | Budapest          | 100 m hs           | Semifinale | 12"55       |                               |
| 2024 | Mondiali indoor         | Glasgow           | 60 m hs            | Semifinale | 8"00        |                               |

## Campionati nazionali
- 2 volte campionessa nazionale dei 100 m hs (2016, 2021)